# Kasylda z Toledo
Kasylda z Toledo (ur. ?, zm. 1087) – święta katolicka.
Według tradycji opisywana jest jako wychowana w religii muzułmańskiej. Przypisuje się jej wielkoduszność w stosunku do więźniów chrześcijańskich.

## Życiorys
Po wyzdrowieniu z nieznanej choroby za sprawą wody ze źródła św. Wincentego przyjęła chrzest i została anachoretką. Do końca życie przebywała w pustelni. Pochowana została w kościele San Vincenzo, ale 21 sierpnia 1750 jej relikwie przeniesiono do nowo powstałej świątyni.
Jej wizerunek odtwarzali Bartolomé Esteban Murillo, Francisco de Zurbarán i Francisco Bayeu y Subías.
Kościół ze szpitalem pod wezwaniem św. Kasyldy z Toledo znajduje się w Briviesca.
Jej wspomnienie obchodzone jest 9 kwietnia.